# Katsushika Hokusai
En aquest nom japonès, el cognom és Katsushika.
Katsushika Hokusai (葛飾 北斎) (Edo, 31 d'octubre del 1760 – 10 de maig del 1849), conegut simplement com a Hokusai, va ser un dibuixant, gravador i pintor japonès de l'estil ukiyo-e del període Edo. En el seu temps, era el principal especialista en pintura xinesa del Japó. També és conegut per la diversitat de noms que emprà durant la seva carrera professional: Shunro, Sori, Kako, Taito, Gakyonjin, Iitsu i Manji.
Va ser autor d'una obra molt vasta, immensa i variada. Per exemple, en l'Hokusai Manga (北斎まんが, Hokusai Manga) (1814-1849), mostra la vida diària de la seva vila amb una gran exactitud i sentit de l'humor. Cal fer esment dels seus gravats de paisatges, les Trenta-sis vistes del mont Fuji (富嶽三十六景, Fugaku Sanjūroku-kei) (ca. 1830-1833) i les Cent vistes del mont Fuji (1834), que reflectien en part una fixació personal amb el mont Fuji. Van ser unes obres d'aquesta sèrie, La gran ona de Kanagawa (神奈川沖浪裏, Kanagawa Oki Nami Ura) i Fuji en dies clars (凱風快晴, gai kaze kaisei), les que van assegurar la fama d'Hokusai, tant dins del Japó com a l'estranger.
A mitjans del segle xix, els seus gravats, així com els d'altres artistes japonesos, van arribar a París. Allà eren col·leccionats amb un gran entusiasme, especialment per part d'artistes impressionistes de la talla de Vincent Van Gogh, Claude Monet, Edgar Degas i Henri de Toulouse-Lautrec, l'obra dels quals denota una profunda influència dels gravats esmentats. L'historiador Richard Douglas Lane ha dit d'ell i la seva obra:
| «                                                                           | En efecte, si hi ha un treball que va fer el nom d'Hokusai, tant al Japó com en l'estranger, ha de ser aquesta sèrie d'impressions monumentals... | » |
| — Lane, Richard (1978). Images from the Floating World, The Japanese Print. | |   |

## Biografia

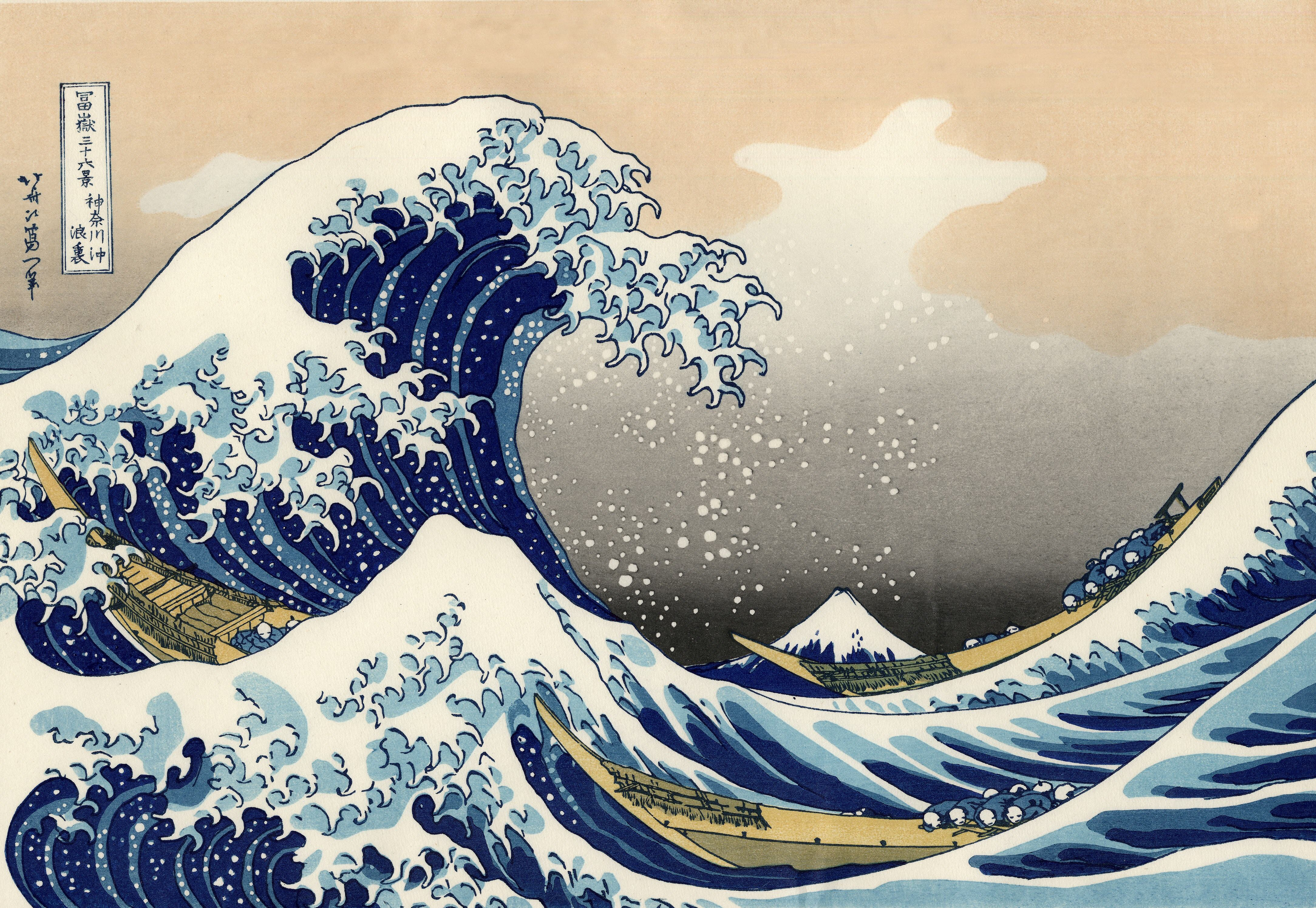
La gran ona de Kanagawa, de Katsushika Hokusai

Va néixer el 31 d'octubre del 1760 al districte d'Honjo, a l'est d'Edo. El seu nom de naixement era Tokitaro. No se sap qui foren els seus pares, i de ben petit fou adoptat com a fill per un prestigiós artesà d'Edo amb qui treballà d'aprenent, conegut com a Nakajima Ise. Era un fabricant de miralls de la cort del shōgun, i posteriorment va ser el seu legítim hereu, fet que fa pensar que possiblement és certa la història que explica que Hokusai era veritablement fill de Nakajima, però nascut d'una concubina. Allà, des dels cinc anys, va desenvolupar la seva gran vocació pel dibuix i la pintura.

### Primers anys

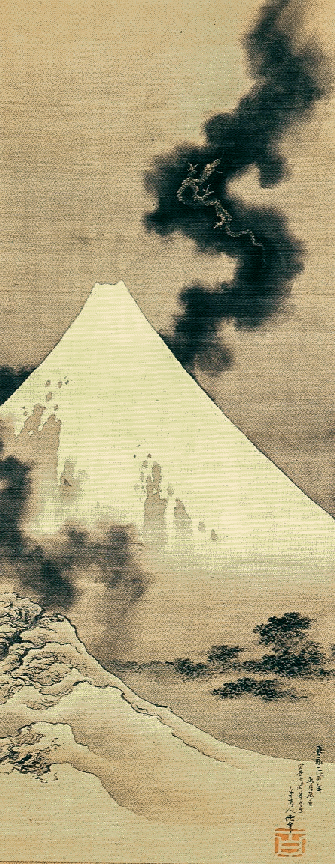
El drac de fum escapant-se del mont Fuji

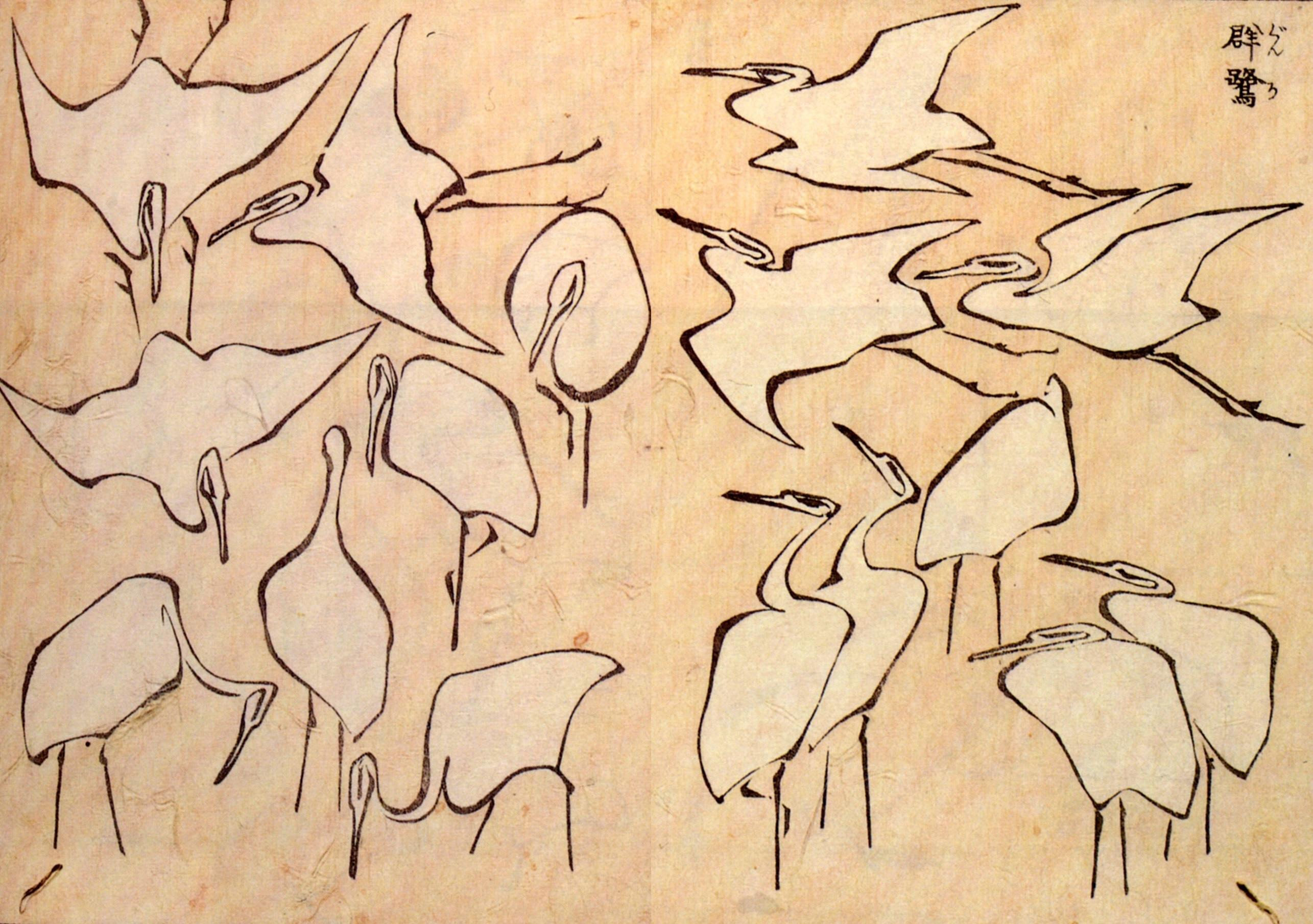
Il·lustració per a Lliçons ràpides al dibuix simplificat

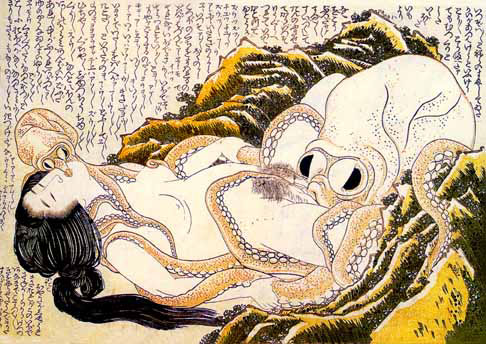
El somni de la dona del pescador, xilografia dissenyada per Hokusai cap al 1820

De jove, Hokusai va decidir treballar com a venedor en una prestigiosa llibreria i, a partir dels 15 anys, i fins als 18, va entrar com a aprenent de gravador en un taller. Aquest entrenament primerenc en el món del llibre, del comerç i de les tècniques d'impressió van contribuir al desenvolupament d'Hokusai com a impressor. L'any 1778, amb 18 anys, es va convertir en deixeble del mestre de l'escola ukiyo-e, Katsukawa Shunsho, amb el qual va aprendre la tècnica del gravat sobre planxes de fusta (xilografia), especialitzant-se en el retrat d'actors kabuki. L'any següent, el 1779, el jove Hokusai va publicar els seus primers treballs amb el nom de Shunro (勝川 春朗), que consistien en unes invitacions impreses per al teatre kabuki. En aquestes obres, demostra que ja dominava perfectament el gènere de l'escola Katsukawa.
A partir del càlcul de l'edat dels seus fills, es creu que Hokusai degué contreure matrimoni cap als 20 anys. En aquest període, probablement per la influència de la vida familiar, els seus dissenys tendiren a centrar-se en retrats d'actors i de dones situats en determinats ambients històrics i en jardins. Utilitzava la tècnica Uki-e, de paisatges semihistòrics, en els quals s'utilitza la pràctica occidental de la perspectiva, i també estampes de nens. Els llibres d'il·lustracions de l'artista i els textos corresponents tractaven temes històrics i didàctics. Durant la dècada següent, les obres produïdes per Hokusai en el gènere surimono van representar un dels punts culminants de la seva carrera. Aquest gènere japonès s'utilitzava principalment per a publicar targetes per a les grans ocasions, com l'any nou i altres moments en què s'encarreguen felicitacions; també, s'editava per publicar presentacions de programes musicals, avisos, etc. Sempre solien ser edicions limitades que oferien una impressió perfecta i de la més alta qualitat. En la majoria de casos, els surimono, els encarregaven les societats de poetes amb la finalitat d'il·lustrar el poema guanyador d'un concurs literari amb el mestre de la societat com a jutge. Normalment, aquests gravats eren d'un format petit, i el fet de tallar en relleu els caràcters kanji requeria una gran habilitat tècnica.
Cap als trenta anys, Hokusai va passar per una situació personal delicada que l'obligà a realitzar importants canvis en la seva vida. El seu mestre, Shunsho, va morir el 1793 i, més o menys a la mateixa època, també va morir la seva jove esposa, que el deixà amb un fill i dues filles. Al cap d'uns anys, el 1797, es va tornar a casar i va adoptar el nom professional d'Hokusai. Aquest canvi de goh marcà l'inici de l'edat d'or de la seva obra, que va perdurar durant més de mig segle.

### Etapa principal
En aquest període, l'obra d'Hokusai cobrí tota la gamma de l'art ukiyo-e: targetes, surimono, llibres il·lustrats, il·lustracions d'antologies de versos, llibres eròtics, pintures a mà i llibres d'esbossos. Dins dels temes tractats, en escasses ocasions va competir amb Utamaro, el millor gravador d'imatges femenines voluptuoses. Malgrat aquesta limitació conscient, Hokusai va mirar d'inspirar-se en una gran diversitat temàtica. De manera especial, va posar èmfasi en la representació de paisatges i escenes històriques, en les quals la figura humana exercia un paper secundari. Cap a finals de segle, va introduir en el seu estil la tècnica de la perspectiva i el tractament dels colors occidental. Va publicar una sèrie de retrats femenins titulats Cançons d'Itako.
A començament del segle xix, Hokusai va començar la il·lustració de yomihon, un tipus de novel·les d'un elevat nivell intel·lectual. Sota aquesta influència, el seu estil va començar a mostrar uns canvis importants, que es feren clarament visibles entre 1806 i 1807. La seva figura i la seva obra cada vegada tenien un reconeixement més gran, tot i que va perdre en delicadesa i tendia a posar més atenció en els temes tradicionals i més clàssics, especialment amb escenes en les quals apareixien samurais, guerrers i determinats temes xinesos. En aquest període, s'allunyà del món de l'ukiyo-e.
Cap a l'any 1812, una altra tragèdia colpejà Hokusai, ja que va morir el seu fill gran. Aquesta mort no va ser només un cop emocional, sinó que portà també unes conseqüències econòmiques greus, ja que com a hereu de la benestant família Nakajima, el seu fill rebia una renda important, de manera que Hokusai no havia de preocupar-se per la irregularitat amb què arribaven els cobraments per la venda de les seves pintures, dissenys i il·lustracions. Fos per raons econòmiques o per una altra qüestió desconeguda, a partir d'aquell moment l'atenció d'Hokusai es va centrar en la il·lustració de llibres, i particularment en els llibres que eren còpies de gravats dissenyats per artistes aficionats, com Lliçons ràpides al dibuix simplificat. Aquesta iniciativa va servir per a atreure sota el seu mestratge més alumnes.
A més de la fama aconseguida amb els seus minuciosos gravats i les seves il·lustracions, Hokusai va tenir també molt d'èxit en les exposicions públiques de la seva pintura. Per exemple, va realitzar una pintura gegantina d'uns 240 m², una obra en la qual apareixien figures mitològiques, per encàrrec d'un festival multitudinari. Fins i tot, una vegada va ser convocat per mostrar les seves habilitats artístiques davant del shogun, súbdit de l'emperador, però que en la pràctica era el governant del Japó.
L'estiu del 1828, la segona esposa d'Hokusai també va morir. El mestre tenia llavors 68 anys, es trobava afligit, amb una paràlisi intermitent al braç esquerre, sol i amb un net conflictiu que havia demostrat ser un delinqüent incorregible. Davant d'aquesta situació, O-ei, la seva filla i també alumna preferida, va trencar el matrimoni amb un artista poc important i va tornar a la casa paterna per romandre al costat del seu pare la resta de la seva vida.

### Darrers anys.Trenta-sis vistes del mont Fuji

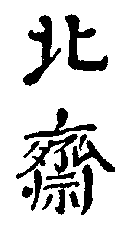
Signatura de Katsushika Hokusai

Hokusai va treballar fins a l'últim dia de la seva existència. Era un artista enèrgic que s'aixecava d'hora i pintava fins a la nit. Aquesta havia estat la seva forma d'actuar durant tota la seva llarga vida artística, i va ser també la dinàmica dels seus darrers anys. Dels milers de llibres i impressions d'Hokusai, les seves Trenta-sis vistes del mont Fuji són particularment notables. Publicades entre 1826 i 1833, aquesta famosa sèrie, que amb els suplements incloïa un total de 46 impressions a color, va marcar una fita en la impressió japonesa de paisatges. La grandesa del disseny i l'habilitat de l'execució no havia estat assolida per cap altre artista japonès, fins i tot supera el treball del seu contemporani Hiroshige. En conjunt, Hokusai va tenir una gran producció artística integrada per unes trenta mil obres.
Els continus canvis de domicili d'Hokusai, que va residir en més de 90 residències diferents, i fins i tot els canvis de nom, són elements significatius del caràcter de l'artista. A més del seu nom principal, Hokusai utilitzava altres dos goh ocasionals, i al voltant d'una vintena de noms que, indistintament, afegia al seu nom principal.

L'any 1839, mentre el seu treball començava a ser eclipsat pel d'Hiroshige, el seu estudi es va incendiar, destruint la majoria de les seves obres. Malgrat els seus precs per continuar vivint una dècada més, el dia 18 del quart mes (del calendari japonès) del 1849, «el vell enutjat amb la pintura», com ell mateix es definia, va morir als 89 anys. No havia arribat a completar la seva recerca de l'última veritat sobre la pintura. Molts anys abans de morir, en el prefaci de la publicació de Cent vistes del mont Fuji, va deixar escrit el següent:
| « | A l'edat de sis anys, tenia la mania de dibuixar tota mena de coses. A l'edat de 50, havia produït un gran nombre de dibuixos, però res del que havia fet abans tenia un veritable mèrit fins a l'edat de 70 anys. Als 73, finalment, vaig aprendre alguna cosa sobre la veritable forma dels animals, els insectes, els peixos, i la naturalesa de les plantes i els arbres. Per tant, a l'edat de 80 anys, hauré millorat encara més, i als 90 hauré penetrat més en l'essència de l'art. Als 100, hauré arribat finalment a un nivell excepcional i, als 110, cada punt i cada línia dels meus dibuixos tindran vida pròpia. | » |

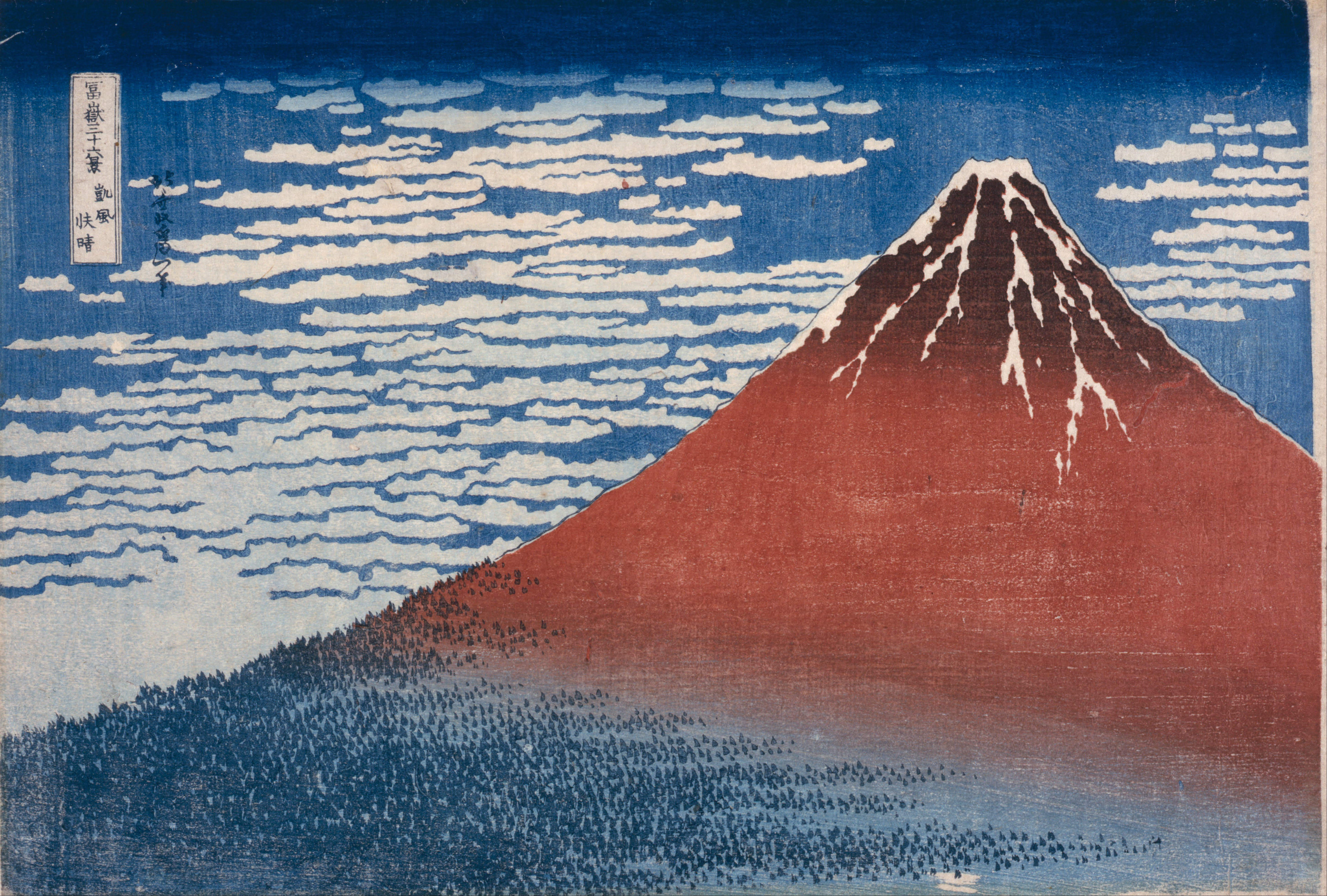
Fuji vermell
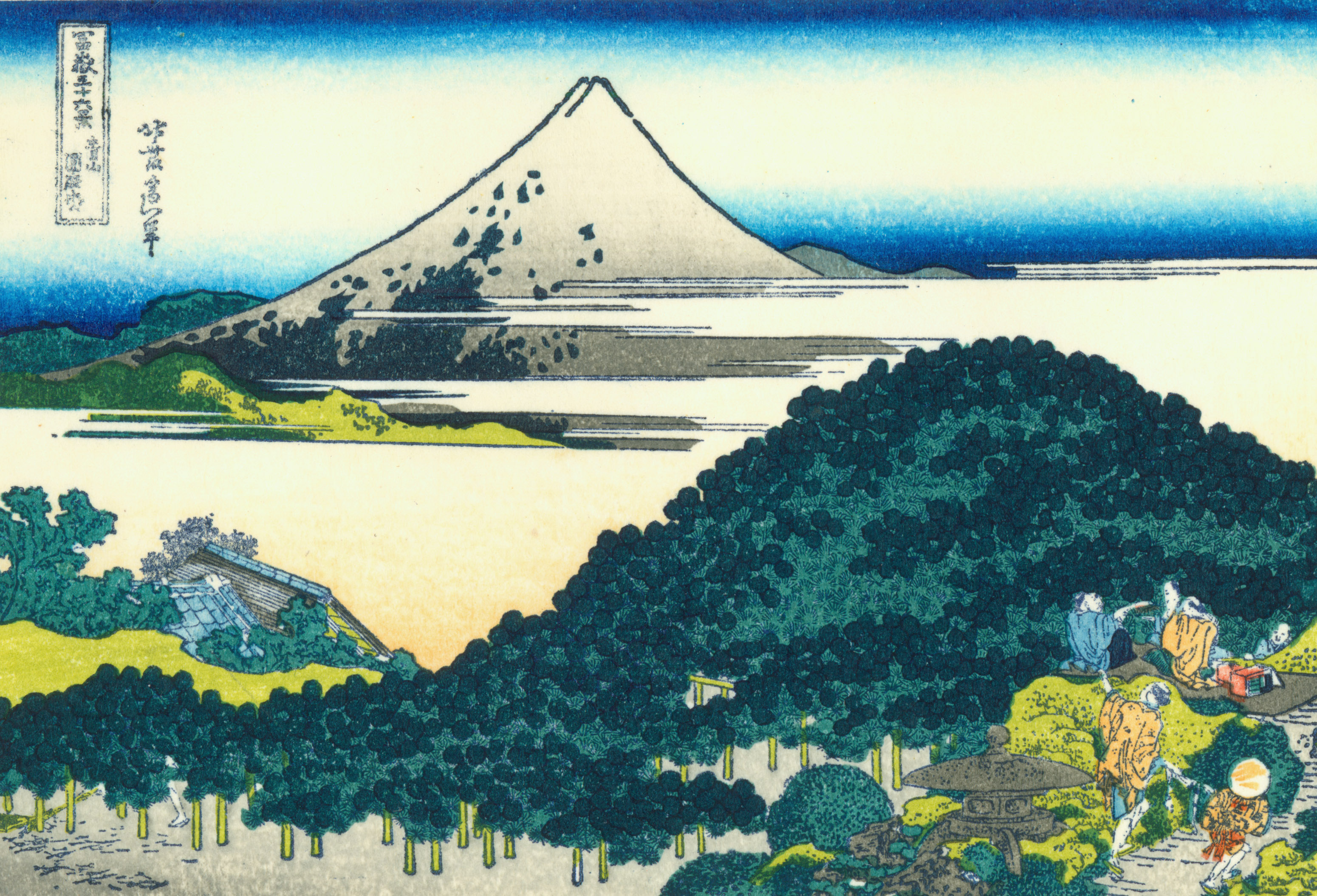
La costa de Kamakura
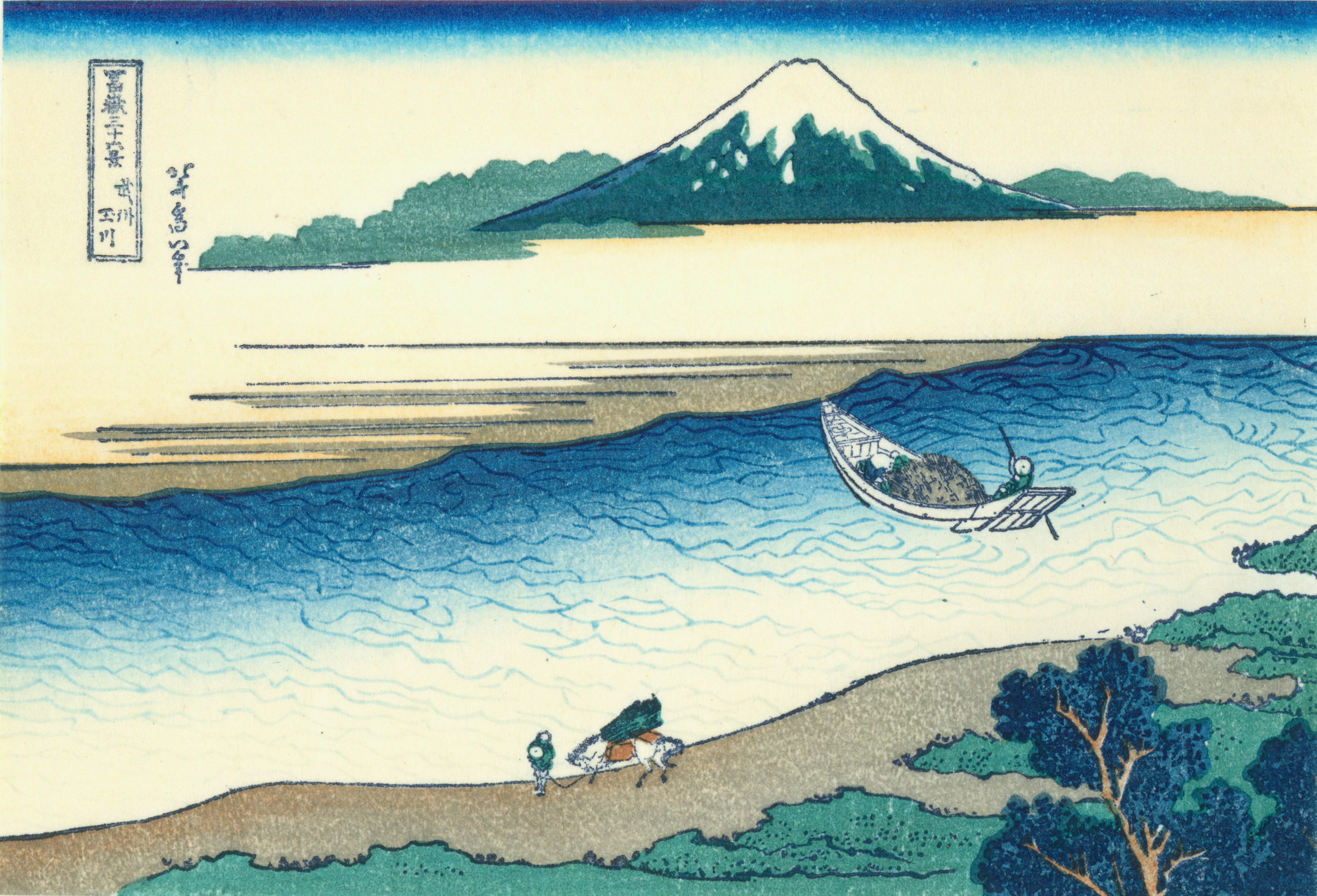
Riu Tama a Musashi
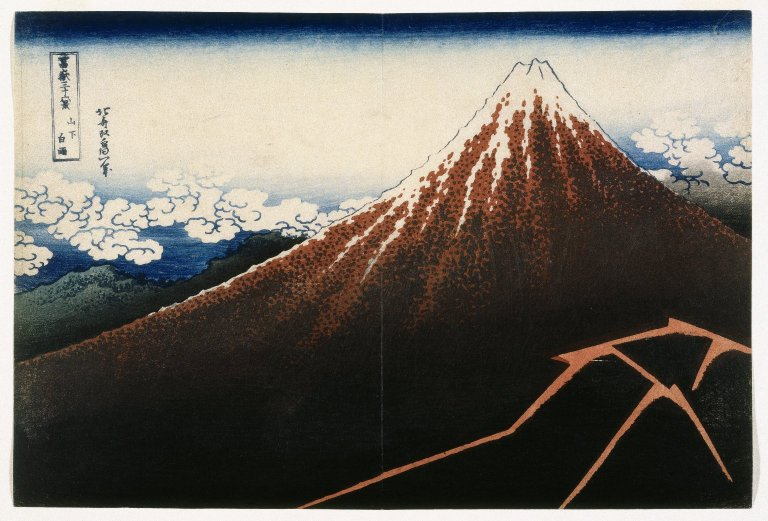
Tempesta sota el cim

## El mont Fuji
El mont Fuji és un símbol del Japó; és una muntanya sagrada des del segle vii. Existeix una llegenda sintoista que explica que l'emperador va ordenar destruir la part superior de la muntanya per aconseguir l'elixir de la immortalitat; el fum que s'escapa de vegades s'explica perquè procedeix de la beguda que es consumeix. D'altra banda, segons la tradició, és l'estatge dels déus sintoistes Fuji-hime i Sakuya-hime. També la mort de Jikigyō Miroku (1671-1733), un monjo budista que hi morí dejunant, potencià la veneració d'aquesta muntanya i transformà el fet de visitar-la en un ritual ple de significats.
La muntanya ha servit d'inspiració a molts poetes i ha aparegut en una infinitat de representacions pictòriques. L'obra més antiga que es coneix és un dibuix en paper que hi ha en una porta corredissa del segle xi. Ha estat objecte d'un tractament especial pels pintors japonesos del segle xix i, a més de l'obra d'Hokusai, també fou la inspiració d'un altre gran artista, Hiroshige (1797-1858), que presentà les Cinquanta-tres estacions del Tokaido (1833-1834), publicades en diverses edicions originals fins al 1857; també va pintar dues sèries personals amb el nom de Trenta-sis vistes del mont Fuji. En el mateix període, Utagawa Kuniyoshi (1798-1861) va realitzar algunes representacions del Fuji. Més recentment, entre d'altres, destaquen dues obres: Fuji, de Kokei Kobayashi (1883-1957), i Aka-Fuji (Fuji vermell), de Yokoyama Misao (1920-1973).
La representació tan freqüent del mont Fuji per part d'Hokusai també té un component relacionat amb les seves creences religioses. Hokusai va ser membre de l'orde budista de Nichiren. Al Japó, aquesta muntanya ha estat tradicionalment vinculada a la vida eterna, i aquesta creença es remunta al Conte del tallador de bambú. Tracta de Kaguya (かぐや o 輝夜, Llum brillant), una princesa filla de la Lluna, nascuda dins un tronc de bambú per complaure dos ancians que ja no podien tenir fills, que va dipositar l'elixir de la vida eterna al cim de la muntanya. Així, des d'una fase inicial, el mont Fuji, va ser vist com la font del secret de la immortalitat, una tradició que era al cor de la mateixa obsessió d'Hokusai per la muntanya.

## Llista degoh
Aquesta és una llista exhaustiva dels noms professionals (goh) usats per Hokusai:
- Shunro (1779)
- Zewaisai (1781-1782)
- Gumbatei (1785-1794)
- Sori (1795-1798)
- Hokusai Sori (1797-1798)
- Hokusai (1798-1819)
- Kako (1798-1811)
- Fasenkyo Hokusai (1799)
- Tatsumasa Shinsei (1799)
- Senkozan (1803)
- Kintaisha (1805-1809)
- Gakyojin (1800-1808)
- Kyukyushin (1805)
- Gakyo-rojin (1805-1806)
- Katsushika (1807-1824)
- Taito (1811-1820)
- Kyorian Bainen (1812)
- Raishin (1812-1815)
- Tengudo Nettetsu (1814)
- Iitsu (1820-1834)
- Zen saki no Hokusai Iitsu (1821-1833)
- Fesenkyo Iitsu (1822)
- Manji (1831-1849)
- Tsuchimochi Nisaburo (1834)
- Hyakusho Hachemon (1834-1846)
- Gakyo-rojin (1834-1849)
- Fujiwara Iitsu (1847-1849)

## Obra

### Pintures i il·lustracions

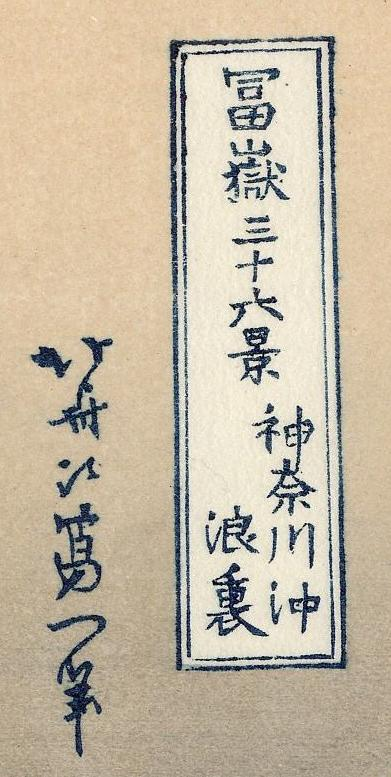
Títol i signatura d'Hokusai en Trenta-sis vistes del mont Fuji

La següent és una selecció d'obres d'Hokusai, llistades en ordre cronològic. Algunes d'aquestes obres s'ha esmentat o s'han utilitzat com a il·lustracions en algunes de les biografies d'Hokusai, i és representativa dels millors treballs d'Hokusai o de determinats períodes del desenvolupament del seu art.
- Festes de les cases verdes (ca. 1790)
- Festes per als dotze mesos (ca. 1790)
- Estrangers observant costums japonesos (1796)
- Sèrie de Chushingura I (ca. 1800)
- Brocats impresos de trenta-sis dones poetes (1801)
- Cinquanta poetes imaginaris, cadascun amb un poema (1802)
- El Fuji a la primavera (1803)
- Trenta-sis estacions al Tokaido (1804)
- Sèrie de Chushingura II (1806)
- Suikoden (1807)
- Retrats de sis poetes (ca. 1810)
- Manga d'Hokusai, vol. 1 (1814)
- Gashiki d'Hokusai (1819); Soga d'Hokusai (1820)
- Trenta-sis vistes del mont Fuji (ca. 1830-33)[5]
- Vistes de ponts famosos (ca. 1827-30)
- Neu, lluna, i flors (ca. 1827-30)
- Flors i ocells (ca. 1827-30)
- Toshi-sensor (1833-36)
- Cent vistes del mont Fuji (1834-35)
- Cent poemes recitats per la mainadera (ca. 1845).

### Anàlisi
La seva obra és considerada com una de les més importants del Japó pel que fa a pintura paisatgística. A finals del segle xviii i principis del xix, l'enriquiment de la burgesia japonesa va ser la gran impulsora de la prolífica elaboració d'estampes en sèrie, conegudes amb el nom d'ukiyo-e o «pintures del món flotant». Aquestes estampes, amb un cost més reduït que una pintura original, eren les quals la nova classe social podia comprar. D'aquesta manera, tot i que la tècnica de l'ukiyo-e es practicava i era coneguda des de feia temps –amb artistes destacats com Hishikawa Moronobu–, és en aquest període que van ser més populars. Les obres es gravaven principalment sobre blocs de fusta de cirerer, i l'impressor podia fer còpies de l'original fins que el relleu gravat en la fusta començava a desaparèixer. El tema principal eren retrats en un primer pla de dones, actors de teatre kabuki i samurais, que apareixien tant en escenes eròtiques com humorístiques. També apareixien envoltats de paisatges, i en aquesta especialitat Hokusai va mostrar tot el seu mestratge.
Hokusai va estudiar i va experimentar durant la seva llarga vida nous corrents artístics, entre els quals cal destacar els de les escoles Kano, Tosa i Korin; es revelà com un gran especialista de la pintura tradicional xinesa, i també com un bon coneixedor de la pintura occidental, sobretot dels gravats holandesos. En l'època que més va rebre la influència de la pintura xinesa, una característica rellevant del seu estil va ser la utilització d'elements del paisatge xinès i amb els rostres dels personatges força amples, propis dels habitants d'aquell país. Aquestes semblances es poden copsar en el seu quadre Tametomo i els dimonis, del 1811, que es troba exposat al Museu Britànic de Londres.

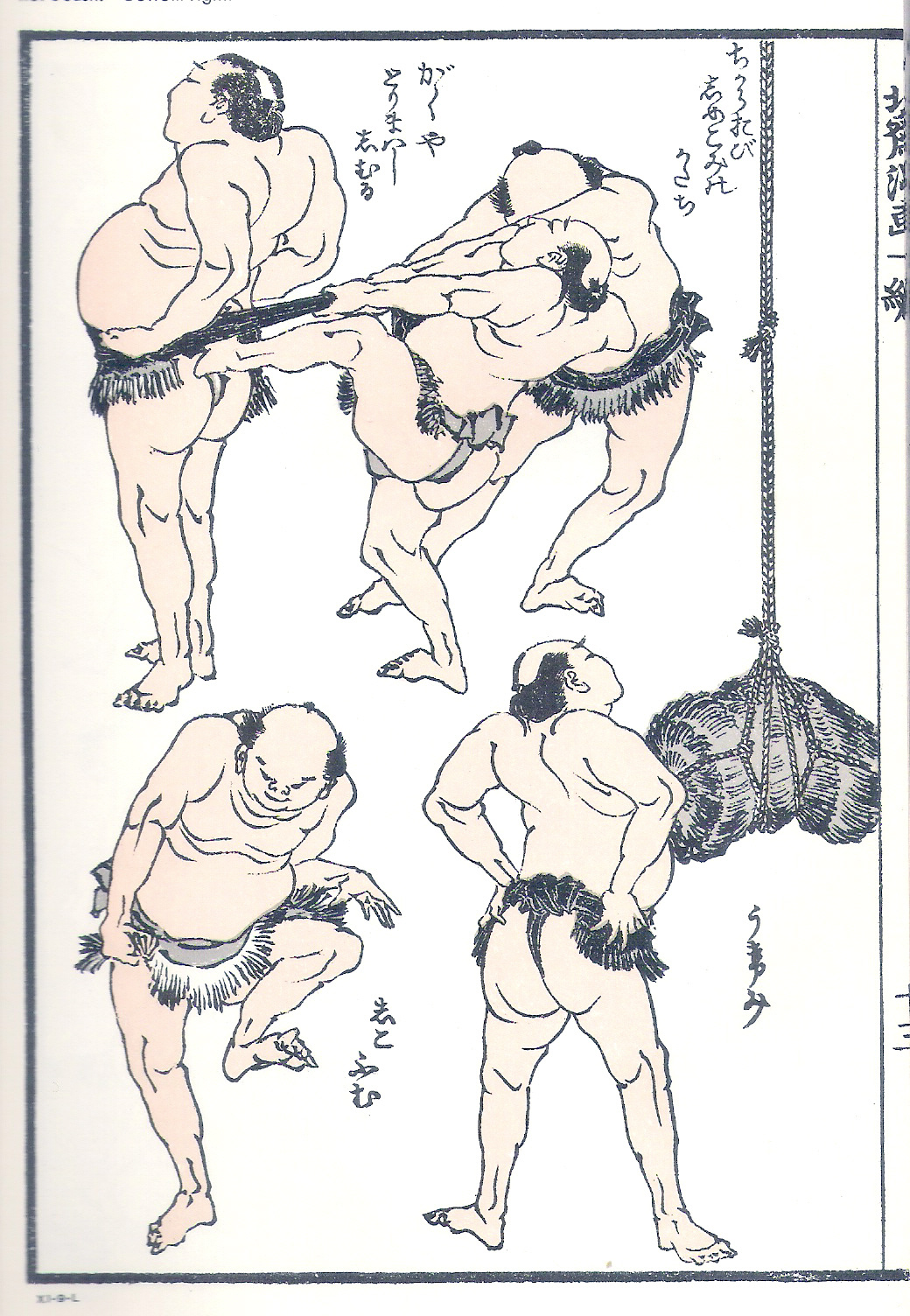
Hokusai Manga
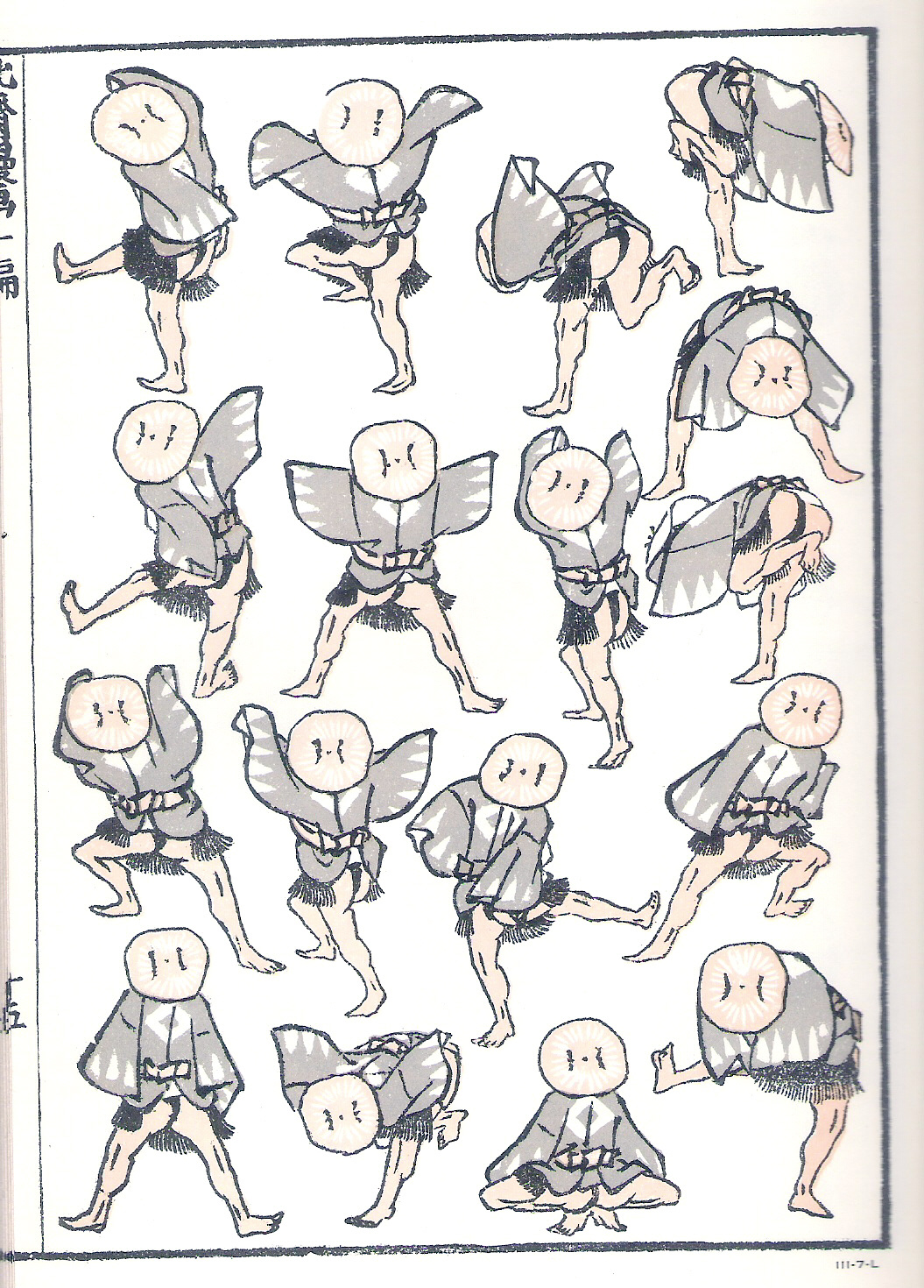
Hokusai Manga
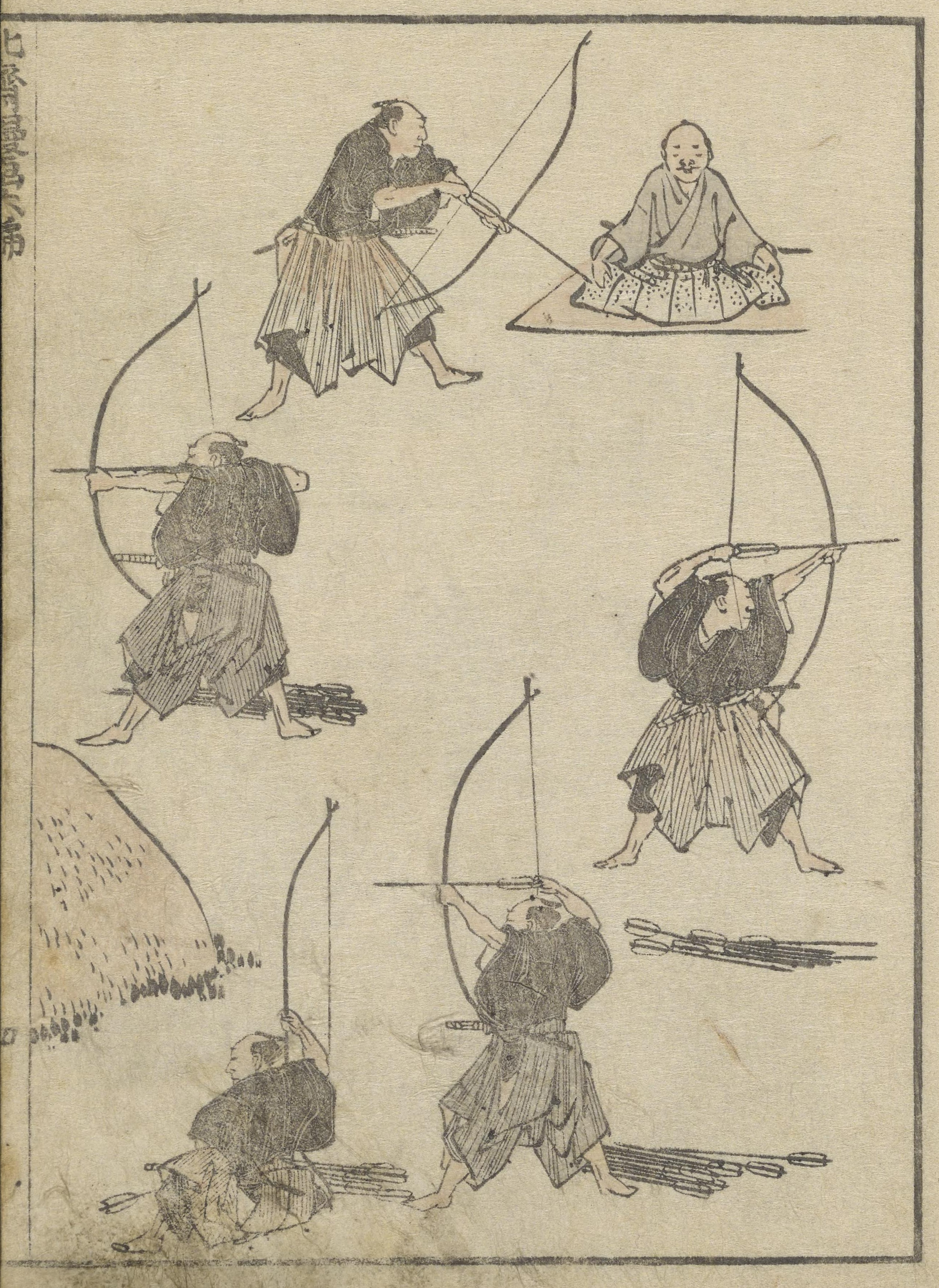
Hokusai Manga
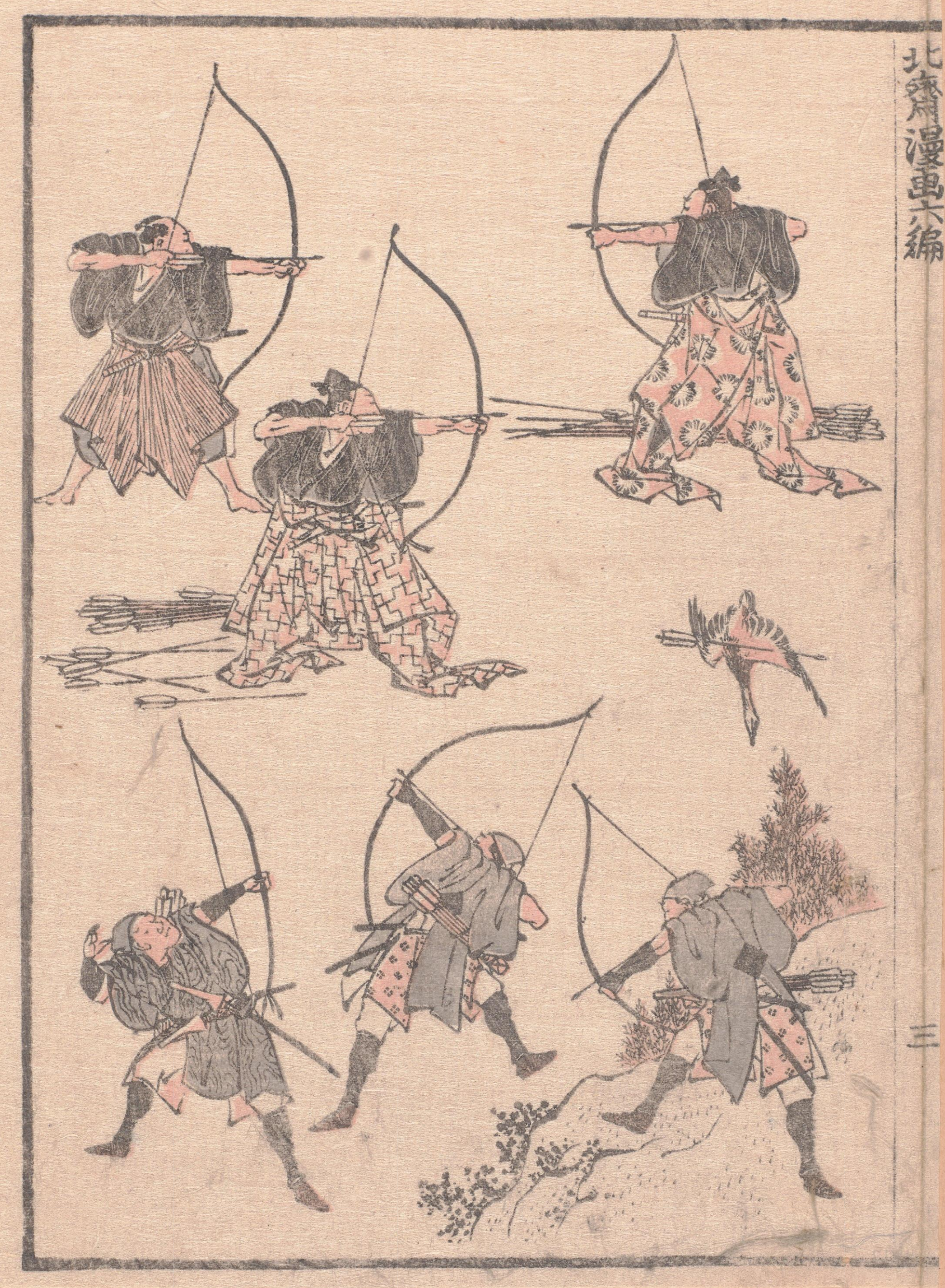
Hokusai Manga

### Hokusai Manga
La més gran de les obres d'Hokusai és la col·lecció de 15 volums anomenats Hokusai Manga (北斎漫画). És una col·lecció amb uns 4.000 dibuixos molt diversos, que inclouen paisatges, flora, fauna, i escenes de la vida quotidiana. És una obra impresa en tres colors: negre, gris i rosa clar. El primer dibuix es va publicar l'any 1814, quan l'artista tenia 55 anys; els tres darrers volums es van publicar pòstumament, i l'últim d'aquests és considerat una obra apòcrifa. Aquests esbossos, sovint es creu, erròniament, que són el precedent dels moderns manga. El nom de manga, en l'obra d'Hokusai, fa referència a una col·lecció d'esbossos no connectats entre si per cap història; per tant, tenen una concepció diferent del còmic en què es fonamenta el manga modern. Val a dir que la forma de treballar, sobre paper transparent i portant-ho a terme en diverses fases, sí que té una similitud en la manera d'elaborar el modern còmic o manga.
Hokusai feia un simple esbós en paper transparent i després col·locava al damunt un altre paper també transparent on corregia el dibuix, el dibuixava amb més detalls i realitzava la composició final. Finalment, aquest era el disseny definitiu, que era enganxat a la planxa de fusta on es realitzava el gravat. En la seva elaboració, calia resseguir de manera curosa les línies traçades per poder fer després la impressió de l'estampa. A Occident, aquesta obra va començar a ser coneguda després que Matthew Perry arribés al Japó el 1854.
Aquests dibuixos realitzats quan l'artista tenia entre 60 i 70 anys són reconeguts com el millor de la seva obra. Hokusai va ser un dels pintors que més va contribuir a fer que la pintura de paisatges i sobre la natura –ocells i flors– arribés a ser la icona amb la qual s'identifica la cultura del Japó.

## Influència
- Iris d'Hokusai (1832)
- Iris de Van Gogh (1889)

L'any 1854, els ports japonesos es van obrir al comerç amb Europa. A partir d'aquell moment, entre altres coses, la influència de l'estètica japonesa es va estendre ràpidament per Occident i, d'una manera especial, a París. Pintors impressionistes com Henri de Toulouse-Lautrec, Paul Gauguin, Edgar Degas, Vincent Van Gogh i Claude Monet, van rebre la seva influència. Entre els artistes japonesos que més van cridar l'atenció destacà Hokusai. Tot i que l'existència de l'estil ukiyo-e es remuntava a tres-cents anys enrere, el seu gran desenvolupament es va produir durant els segles XVIII i xix, ja que en una societat japonesa amb més recursos econòmics les xilografies eren molt apreciades. Més endavant, però, amb l'intercanvi comercial entre el Japó i Occident, també es produí una davallada en la producció de les xilografies. Entre els anys 1868 i 1912, van arribar al Japó importacions de béns occidentals, entre aquests la fotografia i les noves tècniques d'impressió, innovacions que van provocar que l'estil ukiyo-e arribés pràcticament a desaparèixer.
Vincent van Gogh fou un dels pintors que van expressar la seva gran admiració per les estampes japoneses i se sap que va realitzar diverses còpies de les seves xilografies. Sobre aquestes va deixar escrit:
| « | Envejo els japonesos i la increïble i neta claredat de la qual estan impregnats tots els seus treballs. Mai no resulten avorrits ni fan l'efecte d'haver-los realitzat a correcuita... El seu estil és tan senzill com respirar. Són capaços de fer una figura amb uns pocs traços segurs, i que sembli tan fàcil com botonar-se l'armilla. | » |

- Pont d'Hokusai (1832)
- Pont de Monet (1889)

L'obra de Van Gogh va rebre amb especial intensitat la influència d'Hokusai. Això es palesa en els darrers paisatges plens de moviments ondulants, en el gran cercle que forma el sol envoltat per línies que formen els diferents colors, el negre que emprava en els seus contorns i en el ritme del traços trencats; també és ben evident en una de les seves darreres pintures, Iris (1889). Després de realitzar Iris, en una carta al seu germà Theo, Van Gogh va comentar que les seves pròpies obres: «no semblen japoneses, però són les creacions més japoneses que mai he fet».Carta a Theo, núm. 501 del 18 de juliol del 1888.
Claude Monet va estar influït, sens dubte, per artistes japonesos en general, però les dues referències principals van ser Hokusai i Hiroshige. La sèrie de Nenúfars de Monet està inspirada en flors d'Hokusai, així com la llarga sèrie realitzada sobre la Catedral de Rouen, que Monet només va pintar des d'un mateix angle, s'adiu molt amb la sèrie sobre el mont Fuji, encara que el japonès Hokusai les va fer des de llocs diferents; la influència s'observa per la forma de representar l'atmosfera, l'ambient i la llum, que era la intenció de tots dos artistes. Monet va arribar a instal·lar-se a casa seva un jardí amb un pont japonès, on va realitzar nombrosos paisatges influït per la impressió que li va produir la col·lecció que havia adquirit de gravats japonesos.
Yanagawa Shigenobu va ser el seu primer deixeble i després es va convertir en el seu gendre. Com Hokusai, va fer molts treballs d'il·lustració, gran quantitat de surimono i, seguint els passos del seu mestre, també es va dedicar a l'art shunga. Entre els seus alumnes, va destacar Shotei Hokuju; com tots els deixebles d'Hokusai, va tractar d'imitar el seu mestre en la tècnica i l'expressió, encara que es va decantar més cap a la pintura occidental, amb un colorit més senzill i brillant, i les seves composicions es caracteritzen per les formes geomètriques. Uoya Hokkei va passar per l'escola d'Hokusai i es va decantar per realitzar paisatges d'estil xinès, com algunes de les obres primerenques del mestre; també es conserven nombroses il·lustracions humorístiques molt similars als poemes d'Hokusai.